# Palomares
Palomares è un piccolo paese situato lungo la costa meridionale della Spagna, località del comune di Cuevas del Almanzora, nella provincia dell'Almería in Andalusia.

## Economia
Il paese, che si affaccia sul mare Mediterraneo, viveva in passato principalmente di pesca e agricoltura, mentre oggigiorno è divenuto una piccola località turistica. 

## Storia
La località divenne famosa nel 1966 quando un Boeing B-52 Stratofortress in missione di allerta in volo, armato con delle testate nucleari, precipitò nei dintorni di Palomares a seguito di un incidente durante la fase di rifornimento in volo. Due delle testate si distrussero nell'impatto al suolo, contaminando il terreno, mentre altre due furono  recuperate intatte.
L'opera di bonifica condotta dagli Stati Uniti fu superficiale e i numerosi decessi di abitanti della zona, avvenuti per tumore, sono stati ricollegati all'evento.